# Elephantomyia (Elephantomyia) aurantiaca
Elephantomyia (Elephantomyia) aurantiaca is een tweevleugelige uit de familie steltmuggen (Limoniidae). De soort komt voor in het Afrotropisch gebied.